# Christoph Mainusch
Christoph Mainusch (* 1962) ist ein deutscher Manager und ehemaliger Schauspieler.

## Leben
Mainusch wirkte in jungen Jahren in mehreren Serien und Filmen mit.
Mainusch begann 1987 beim BR, Sat.1 und Tele 5. Zwischen 1992 und 1995 war er Programmdirektor bei RTL2. Im Anschluss war er als Berater für Aufbau und Restrukturierung von internationalen Fernsehsendern zuständig. Ab 2004 baute er den Fernsehsender RTL Televizija auf. 2009 wurde CEO der Alpha Media Group und 2013 Co-CEO der Central European Media Enterprises. Seit 2021 ist er wieder unabhängiger Berater. Aktuell ist er Aufsichtsrat bei RTL Televizija und von ProSiebenSat.1 Media.

## Filmografie
- 1988: Schloß Königswald
- 1989: Forsthaus Falkenau
- 1989: Ein Fall für zwei
- 1989–1992: Die Hausmeisterin
- 1992: Die wahre Geschichte von Männern und Frauen
- 1993: Der Bergdoktor
- 1995: Drei Frauen und (k)ein Mann
- 1988–1996: Der Alte
- 1989–1997: Derrick
- 1998: Siska[4]